# Dub letní v Kobylisích
Dub letní v Kobylisích je památný strom, který roste v parku Sídliště Ďáblice severně od ulice Střelničná.

## Parametry stromu
- Výška (m): 27,0
- Obvod (cm): 380
- Ochranné pásmo: ze zákona
- Datum prvního vyhlášení: 22.01.2000[1]
- Odhadované stáří: 190 let (k roku 2016)[2]

## Popis
Svým vzrůstem a věkem strom dominuje parku severně nad ulicí Střelničná. Má rovný mohutný kmen, jehož koruna se rozděluje do mnoha větví. Větve směřují ostře vzhůru a vytvářejí vějířovitý tvar.

## Historie
Dub byl zasazen pravděpodobně kolem roku 1825. Do roku 1938 se v místech jeho stanoviště nacházela jižní část vojenské střelnice, původně C. k. vojenské střelnice Kobylisy, a porost v okolí dubu tvořil její součást. Při výstavbě sídliště Ďáblice byl strom začleněn do nově založeného parku.